# New Power Generation
La New Power Generation (« NPG » en abrégé) est la formation musicale qui a accompagné le chanteur et musicien américain Prince depuis 1990, et dont la composition n'a cessé d'évoluer. Ses débuts coïncident à l'adoption par l'artiste des sonorités du new jack swing et du rap, alors en vogue, avant un recentrage sur la soul et le rock. Le sigle correspondant est également le nom du label indépendant de la vedette américaine, NPG Records.

## Historique

### Les années 1990
Le terme, signifiant en français « génération du nouveau pouvoir », apparaît pour la première fois dans l'œuvre de Prince en 1988, dans le morceau d'ouverture de l'album Lovesexy, Eye No : « Welcome to the new power generation ». Il fait ensuite l'objet d'un titre de chanson sur la bande originale du film Graffiti Bridge (1990), dont le crédit précise par ailleurs : « Backing vox by The New Power Generation ». Le groupe est révélé dans le film, puis lors de la tournée qui suit, avant d'être crédité sur la couverture des opus Diamonds and Pearls (1991) et Love Symbol (1992) : « Prince and The New Power Generation ». Ses membres sont les suivants :
- Tommy Barbarella : claviers
- Michael Bland : batterie
- Diamond et Pearl : danse (1990-1991)
- Damon Dickson : chœurs, danse
- Rosie Gaines : chant et orgue
- Mayte Garcia : chœurs, danse (à partir de 1992)
- Kirk Johnson : chœurs, percussions, danse
- Tony Mosley : rap, danse
- Levi Seacer, Jr. (bassiste de Prince de 1987 à 1990) : guitare
- Sonny Thompson : basse

En 1993, Prince annonce le changement de son nom de scène au profit du « Love Symbol », en protestation du contrat qui le lie avec Warner Bros. L'intéressé estime notamment être bridé quant au rythme de ses publications. L'album Gold Nigga, attribué uniquement à la NPG, est vendu hors du circuit commercial traditionnel, sous l'étiquette indépendante d'un nouveau label, NPG Records. L'artiste est présent sur tous les titres, mais offre les vocaux principaux au rappeur Tony Mosley. Sonny Thompson, Michael Bland, Tommy Barbarella et Mayte Garcia, rejoints par l'organiste Morris Hayes, forment rapidement un rang resserré autour de Prince, qui publie en 1994, et sous son ancien nom de scène, le disque Come sur Warner Bros. Sous la dénomination « NPG » à nouveau, et sur le label du même nom, paraît ensuite Exodus (1995). Afin d'honorer la fin du contrat avec Warner, toujours en cours, The Gold Experience (1995) et Chaos and Disorder (1996) se succèdent, sous l'unique appellation du « Love Symbol ». La NPG de l'époque y est cependant omniprésente.
En 1996, quand sort sur EMI le triple-CD Emancipation, également attribué à « Love Symbol », une nouvelle mouture du groupe est en place :
- Kathleen Dyson : guitare.
- Morris Hayes : claviers.
- Kirk Johnson (de retour) : batterie.
- Rhonda Smith : basse.

En 1998, cette formation enregistre avec Prince l'opus Newpower Soul sous le sigle « New Power Generation », en compagnie du nouveau guitariste Michael Scott et de la choriste Marva King. À partir de 1999, le bassiste Larry Graham apparaît occasionnellement dans l'effectif. En fin de cette même année, la vedette annonce la récupération de son pseudonyme d'origine, afin de célébrer la libération définitive du contrat avec Warner Bros.
Précisons l'existence, de 1992 à 2001, d'une section de cuivres attitrée : Brian Gallagher, Kathy Jensen (saxophone), Dave Jensen, Steve Strand (trompette) et Michael B. Nelson (trombone).

### Les années 2000
En 2001, l'artiste publie The Rainbow Children et fait apparaître un nouvel orchestre autour de lui, à consonance jazz-funk, lors de la tournée qui suit :
- John Blackwell : batterie.
- Greg Boyer : trombone.
- Candy Dulfer, Maceo Parker : saxophone.
- Najee : flûte, saxophone.
- Renato Neto : claviers.
- Rhonda Smith : basse.

Le triple-opus One Nite Alone...Live! (2002) témoigne de ces concerts et, pour la première fois depuis 1992, l'intitulé « Prince and The New Power Generation » figure sur la couverture d'un disque du chanteur. Dans des variations diverses, ce groupe collabore ensuite aux albums Xpectation, N.E.W.S (2003), C-Note, Musicology (2004) et à la tournée suivante.
À partir de 2005, une nouvelle NPG se fait jour, que l'on peut entendre notamment sur l'enregistrement scénique Indigo Nights (2008). Son noyau dur est le suivant :
- Cora Coleman-Dunham : batterie.
- Joshua Dunham : basse.
- Elisa Dease, Shelby Johnson et Liv Warfield : chant.
- Morris Hayes (de retour) et Cassandra O'Neal : claviers.
- Maya McLean, Nancy McLean : danse.

### Les années 2010
Fin 2010, le batteur John Blackwell fait son retour, tandis que la bassiste danoise Ida Nielsen est recrutée. La chanteuse Andy Allo apparaît brièvement dans l'effectif en 2011.
À partir de 2013, Prince apparaît avec une nouvelle formation orientée rock, 3rdeyegirl, qui inclut Ida Nielsen. Le groupe est crédité sur l'album Plectrumelectrum paru en 2014. La NPG a néanmoins continué de figurer occasionnellement sur scène avec le chanteur, incluant de nouveaux musiciens tels que Andrew Gouché (basse) et une section de cuivres inédite. Début 2015, cet orchestre n'est toujours pas officiellement dissous.

## Liste des membres passés, présents et collaborateurs ponctuels
| Basse - Joshua Dunham - Andrew Gouché - Larry Graham - Ida Kristine Nielsen - Rhonda Smith - Sonny Thompson Batterie, percussions - John Blackwell - Michael Bland - Ronald Bruner, Jr. - Cora Coleman-Dunham - Kirk Johnson - Sheila E. Claviers - Tommy Barbarella - Todd Burrell - Lisa Coleman - Rose Ann Dilamanta - Morris Hayes - Stanley "Chance" Howard - Renato Neto - Cassandra O'Neal - Ricky Peterson - Joshua Welton Cordes - Denis Boder (violon électrique) - Clare Fischer (arrangements) - Vanessa Mae (violon) | Danse - Diamond - Mayte Garcia - Damaris Lewis - Maya McLean - Nancy McLean - Pearl Deejaying, programmation de boîte à rythmes - Brother Jules - Graves - Statik Guitare - James Behringer - Ani DiFranco - Kathleen Dyson - Wendy Melvoin - Michael "Rev" Scott - Levi Seacer, Jr. Harmonica - Frédéric Yonnet Rap - Chuck D. - Doug E. Fresh - Eve - Tony Mosley - Scrap D. - The Poet 99 | Saxophone - Keith Anderson - Marcus Anderson - Walter Chancellor, Jr. - Adrian Crutchfield - Candy Dulfer - Brian Gallagher - B.K. Jackson - Kathy Jensen - Eric Leeds - Najee - Sylvester Onyejiaka - Maceo Parker - Mike Philips Trombone - Roy Agee - Greg Boyer - Michael B. Nelson - Joey Rayfield Trompette - Christian Scott - Lynn Grissett - William Lee Hogan - Dave Jensen - Phil Lassiter - Brian Lynch - Nick Marchione - Ray Monteiro - Steve Reid - Steve Strand | Chant, chœurs - Andy Allo - Johnnie Blackshire - Kip Blackshire - Kathleen Bradford - Michael Bradford - Kate Bush - George Clinton - Sheryl Crow - Ashley Tamar Davis - Elisa Dease - Damon Dickson - DuJuan - Rosie Gaines - Nona Gaye - Kimm James - Femi Jiya - Rhonda Johnson - Shelby Johnson - Marva King - Lenny Kravitz - James McGregor - Milenia (groupe) - Musiq Soulchild - Eric Radford - The Steeles (groupe) - Gwen Stefani - Angie Stone - Bria Valente - Liv Warfield - Stokley Williams |

## Discographie
Sont mentionnés uniquement, les albums dont la référence d'artiste indique les termes « New Power Generation » ou « NPG ».

### Prince and The New Power Generation
- 1991 : Diamonds and Pearls
- 1992 : Love Symbol Album
- 2002 : One Nite Alone...Live!

### NPG / New Power Generation
- 1993 : Gold Nigga
- 1995 : Exodus
- 1998 : New Power Soul